# Стара кућа Здравка Стојадиновића у Јошаници
Стара кућа Здравка Стојадиновића у Јошаници (општина Жагубица) подигнута је средином 19. века, иако представља леп пример нашег народног градитељства и налази се на списку непокретних културних добара као споменик културе, кућа је срушена крајем 20. века.

## Опис куће
Припадала је развијеном типу куће са тремом и три просторије, димензије основе су 10,15х5,65 м. Саграђена је у дворишту на благој падини и грађена је на темељу од ломљеног камена, са зидовима од притесаних храстових талпи. Зидови су делимично били олепљени блатом и окречени, са четвороводним кровом који је покривен ћерамидом. 
Организација простора је заснована на традиционалном распореду просторија. На трему су формирана два улаза, један за „кућу“ са мањом собом, а други за стасину - помоћну просторију која је служила за смештај посуђа, каца, алата и сл. У североисточном углу „куће“ налази се отворено огњиште са гвозденим веригама.